# حي الجندي
حي الجندي حي من أحياء مدينة الزرقاء في الأردن. يقع على الطريق السريع بين عمان والزرقاء.